# Penisola di Gyda

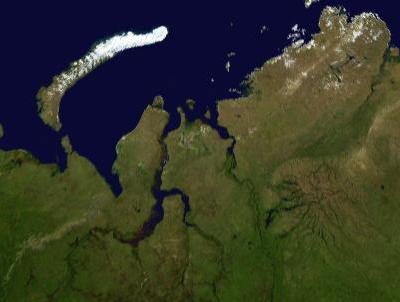
La Siberia nordoccidentale dal satellite: la penisola di Gyda è al centro.

La penisola di Gyda (in russo Гыданский полуостров, Gydanskij poluostrov) è una tozza penisola situata nell'artico siberiano occidentale, compresa amministrativamente nel Kraj di Krasnojarsk e nel circondario autonomo Jamalo-Nenec.
È delimitata ad occidente e ad oriente dalle profonde insenature del golfo dell'Ob' e del golfo dello Enisej, che la separano rispettivamente dalla penisola Jamal e dalla penisola del Tajmyr; è delimitata a sudovest dall'estuario del Taz che la divide dalla penisola di Taz, mentre si protende a nord nel mare di Kara. Misura circa 400 km di lunghezza e circa altrettanti di larghezza.
Il territorio della penisola è piatto, con vaste zone paludose; la linea di costa è piatta e piuttosto indefinita, con una profonda rientranza corrispondente alla baia della Gyda. I maggiori corsi d'acqua sono la Gyda, la Mongočejacha e lo Juribej.
Il clima è molto freddo, con temperature medie di gennaio (mese più freddo) comprese fra i -26 °C e i -30 °C e medie di luglio variabili fra 4 °C e 11,5 °C; la vegetazione assolutamente prevalente è la tundra artica, con sporadiche macchie di foresta di conifere nelle zone meno fredde. Similmente alle zone più a meridione (bassopiano della Siberia Occidentale), la penisola di Gyda è discretamente ricca di giacimenti di gas naturale.
A causa del clima inclemente, il livello di popolamento è molto basso, e in molte zone scende a zero; una significativa parte della popolazione è costituita da Chanti e Nenec, gli originari abitatori di queste aree.